# Мамедов, Ханоглан Садык оглы
Ханоглан Садык оглы Мамедов (азерб. Xanoğlan Sadıq oğlu Məmmədov; 13 февраля 1975 — 17 марта 1995) — военнослужащий Вооружённых сил Азербайджана, Национальный Герой Азербайджана (1995).

## Биография
Родился Ханоглан Мамедов 13 февраля 1975 года в селе Карагашлы, Нефтечалинского района, Азербайджанской ССР. После окончания восьмого класса продолжил обучение в технико-профессиональном училище № 104 Сальянского района. На протяжении двух лет изучал столярное дело. 13 апреля 1993 года Нефтчалинским районным военным комиссариатом был призван на действительную военную службу. Был зачислен в артиллерийские войска и проходил службу сначала в Сангачале, а затем в воинских частях в Чуханлы, Пиракюшкюле, Муровдаге.
Затем его отправляют в зону боевых действий в Нагорный Карабах. Несколько раз принимает участие в вооружённых столкновениях с силами противника.
15 марта 1995 года принимал участие в подавлении и нейтрализации незаконных формирований, бывших членов отряда полиции особого назначения, действующих с целью Государственного переворота в Азербайджанской Республики на территории Агстафинского района. В ходе противостояния с мятежниками, во время интенсивной перестрелки, получил смертельные ранения, в результате которых Ханоглан Мамедов погиб.
Женат не был.

## Память
Указом Президента Азербайджанской Республики № 307 от 4 апреля 1995 года Ханоглану Садык оглы Мамедову было присвоено звание Национального Героя Азербайджана (посмертно).
Похоронен в родном селе Карагашлы Нефтечалинского района.
Нефтечалинский районный Дом культуры носит ия Национального Героя Азербайджана.